# Jusly Boukama-Kaya
Jusly Gitel Hermelin Boukama-Kaya (5 de Fevereiro de 1993) é um futebolista do Congo que atua como avançado. Atualmente joga pelo Recreativo do Libolo.
Antes de ser contratado pelo clube angolano, Boukama-Kaya jogou pela base do Centre National de Formation de Football e foi então contratado pelo clube local, o Olympique de Nkayi. Depois, jogou por Pigeon Vert de Pointe-Noire, Diables Noirs e AC Léopards. Após jogar por esses clubes do seu país, se transferiu para o futebol camaronês para jogar pelo Cotonsport.

## Títulos
Por clubes
- Elite One: 2013
- Girabola: 2014 e 2015